# Giovanni Checchinato

Erzbischofswappen von Giovanni Checchinato

Wappen von Giovanni Checchinato als Bischof von San Severo

Giovanni Checchinato (* 20. August 1957 in Latina, Provinz Latina, Italien) ist ein italienischer Geistlicher und römisch-katholischer Erzbischof von Cosenza-Bisignano.

## Leben
Giovanni Checchinato studierte Philosophie und Theologie am Päpstlichen Leonischen Kolleg in Anagni und der Päpstlichen Akademie Alfonsiana in Rom. Er empfing am 4. Juli 1981 das Sakrament der Priesterweihe für das Bistum Latina-Terracina-Sezze-Priverno. Nach seiner Promotion an der Päpstlichen Universität Gregoriana in Rom absolvierte er einen Aufbaustudiengang in Bioethik an der Universität La Sapienza in Rom.
Er war Vikar in der Pfarre San Francesco d’Assisi in Cisterna di Latina (1981–1988), Lehrer am Institut Paul VI. für Religionswissenschaften in Latina und am Regionalseminar in Anagni (1983–1991), Assistent der Katholischen Aktion für Junge Menschen (1981–1986), Pfarrer der Pfarrei St. Pius X. in Borgo Isonzo in Latina (1988–1992), Assistent der Katholischen Aktion für Erwachsene und Familie (1989–1994), Leiter des Büros für Familienpastoral, Mitbegründer und ethischer Berater des diözesanen Konsultationsgremiums Crescere insieme (1989–2005), Erzpriester der Pfarrei San Cesareo, Konkathedrale von Terracina (1992–2005), Rektor des Päpstlichen Leonischen Kollegs von Anagni (2005–2015), Pfarrer der Pfarrei der Heiligen Peter und Paul von Latina (2015–2016) und Pfarrer der Pfarrei Santa Rita von Latina (2016–2017).
Papst Franziskus ernannte ihn am 13. Januar 2017 zum Bischof von San Severo. Die Bischofsweihe spendete ihm der Bischof von Latina-Terracina-Sezze-Priverno, Mariano Crociata, am 23. April desselben Jahres. Mitkonsekratoren waren der Erzbischof von Benevent, Felice Accrocca, und sein Amtsvorgänger Lucio Angelo Maria Renna OCarm. Die Amtseinführung im Bistum San Severo fand am 6. Mai 2017 statt.
Am 10. Dezember 2022 ernannte ihn Papst Franziskus zum Erzbischof von Cosenza-Bisignano. Die Amtseinführung erfolgte am 4. Februar 2023.
Innerhalb der italienischen Bischofskonferenz ist er Mitglied der bischöflichen Kommission für Migration. In der Bischofskonferenz von Apulien ist er Vorsitzender der Kommission für den Dienst der Nächstenliebe und der Gesundheit.